# St. Lawrence, Pennsylvania
 St. Lawrence är en ort i Berks County i delstaten Pennsylvania, USA.